# 4時どき!
『4時どき!』（よじどき!）は、2024年4月1日からテレビ宮崎にて放送されている平日夕方枠のニュース・情報ワイド番組（ローカルワイド番組）かつ『#Link』の兄弟番組である。

## 出演者

### 総合司会
- 児玉泰一郎（月曜・火曜）
- 佐々木六華（水曜 - 金曜）

### アシスタント
- 永井友梨（月曜・火曜）
- 瀬良有里奈（水曜）
- 渕上明里（木曜・金曜）

### 中継リポーター
- オカファーエニス豪
- 河合皓稀
- 佐々木紅音
- 竹下凛

### 4時トクプレゼンター
- 児玉真美
- 興梠裕子
- いちたになな
- 穴井怜菜

### ご意見番
- 榎木田朱美
- Mr.バニー